# G·亨乐出版社
G.亨乐出版社是一家专业制作原始版乐谱的德国出版社，其乐谱范围包括各个时代特别是巴洛克时期到二十世纪早期的音乐作品。除了乐谱外，G.亨乐音乐出版社还出版学术性的作品全集版本、书籍以及参考作品和期刊等。

## 历史
在美国占领军的允许下，出版社于1948年10月20日由君特·亨乐创立，并在杜伊斯堡和慕尼黑设有办公室。在创办者的领导下，出版社最初的经营目的是“确保以学术标准来出版原作版的乐谱，特别是十八至十九世纪的作品”。约瑟夫·里纳克(1895–1965)为出版物封面设计的“亨乐蓝色”以及标题样式沿用至今。
在最初几十年，出版社的制版印刷工作由沃尔兹堡的大学印刷厂商H.施图茨完成，后来莱比锡和达姆施塔特的印刷厂也参与工作。第一批交付出版的作品是莫扎特的两卷钢琴奏鸣曲（瓦尔特·拉普校订）以及舒伯特的即兴曲和音乐瞬间（瓦尔特·吉斯金校订）。1990年代末，手工制版被电脑所代替。
1949年出版社参加了德国战后在迪特蒙德举行的第一次音乐展览会。1953年由伊瓦尔德·齐默曼(1910–1998)带领在杜伊斯堡的办公室组建了编辑部。
君特·亨乐本人积极参与了1955年科隆的海顿协会的成立，之后海顿全集作为第一部学术性全集被出版，现在可以在亨乐出版社的目录中找到。1972年，君特·亨乐在慕尼黑成立了君特·亨乐协会，后来成为出版社的拥有者。协会主席开始由君特·亨乐担任，后来在1979至1981年由瓦尔特·凯姆担任，在1981至1995年间由君特·亨乐的妻子安妮·里瑟·亨乐担任。1996年起由君特·亨乐的儿子C.彼得·亨乐担任主席。在1973年出版社的25周年时，出版社的出版曲目已经包括约250种版本。

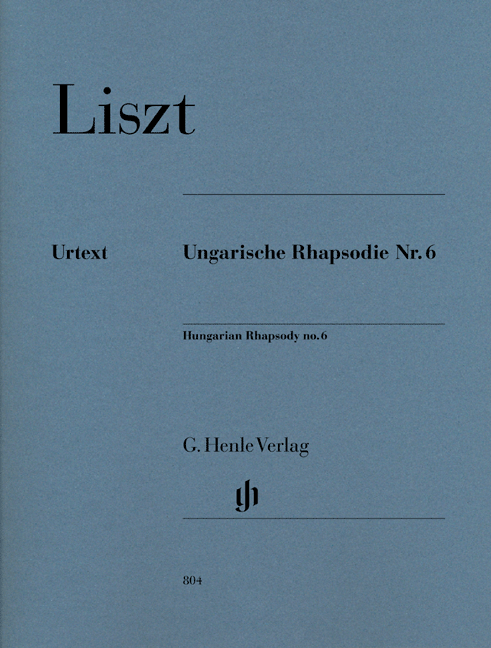
目前原始版乐谱的封面设计(1999年起)

1978年出版社在慕尼黑的佛斯腾希德大街122号成立了办公室。后来由于君特·亨乐去世，杜伊斯堡的办公室关闭，慕尼黑的业务在马丁·本特的领导下开拓壮大。1981年出版社参加了在日本东京举行的第一届德国音乐展览会，同时G.亨乐音乐出版社美国公司在密西西比的圣路易斯作为合资公司成立。1985年起亨乐音乐出版社美国公司代表其德国总部在美国进行销售业务。1986年亨乐音乐出版社参加了在北京举行的第一届国际图书博览会，1995年首次授版权给中国人民音乐出版社。1995年起亨乐出版社除蓝色原始版乐谱外同时出版口袋乐谱（17x24 cm）的学习版。1999年，乐谱的商标、封面和设计均进行了更新。2000年沃尔夫·迪特·赛夫特接替马丁·本特成为出版社的总裁。
1997年起，总部位于威斯康辛的美国哈尔莱昂纳多公司全权代理亨乐乐谱在美国的销售。目前出版社的目录包括约900种原始版曲谱。

## 業務

### 原始版乐谱
G.亨乐出版社的出版核心是演奏用原始版乐谱，其特色是正确的音乐文本、严格的专业学术制谱原则、丰富翔实的版本评注（包括手稿、副本、早期印制版本）以及详细的演奏讲解。目前出版的乐谱目录包括几乎所有重要钢琴作品和为小型团体演奏的室内乐作品：巴赫、贝多芬、布拉姆斯、肖邦、德布西、海顿、莫扎特、舒伯特、舒曼的全部钢琴作品；其他的经过选择的钢琴独奏和四手联弹作品、管风琴作品、钢琴二重奏、三重奏以及弦乐四重奏的标准曲目。目录还包括贝多芬的全部歌曲、海顿和舒曼的最重要的歌曲集。出版物目录还包括较小尺寸版本的学习版系列，以及不同的作曲家手稿影印件版本。

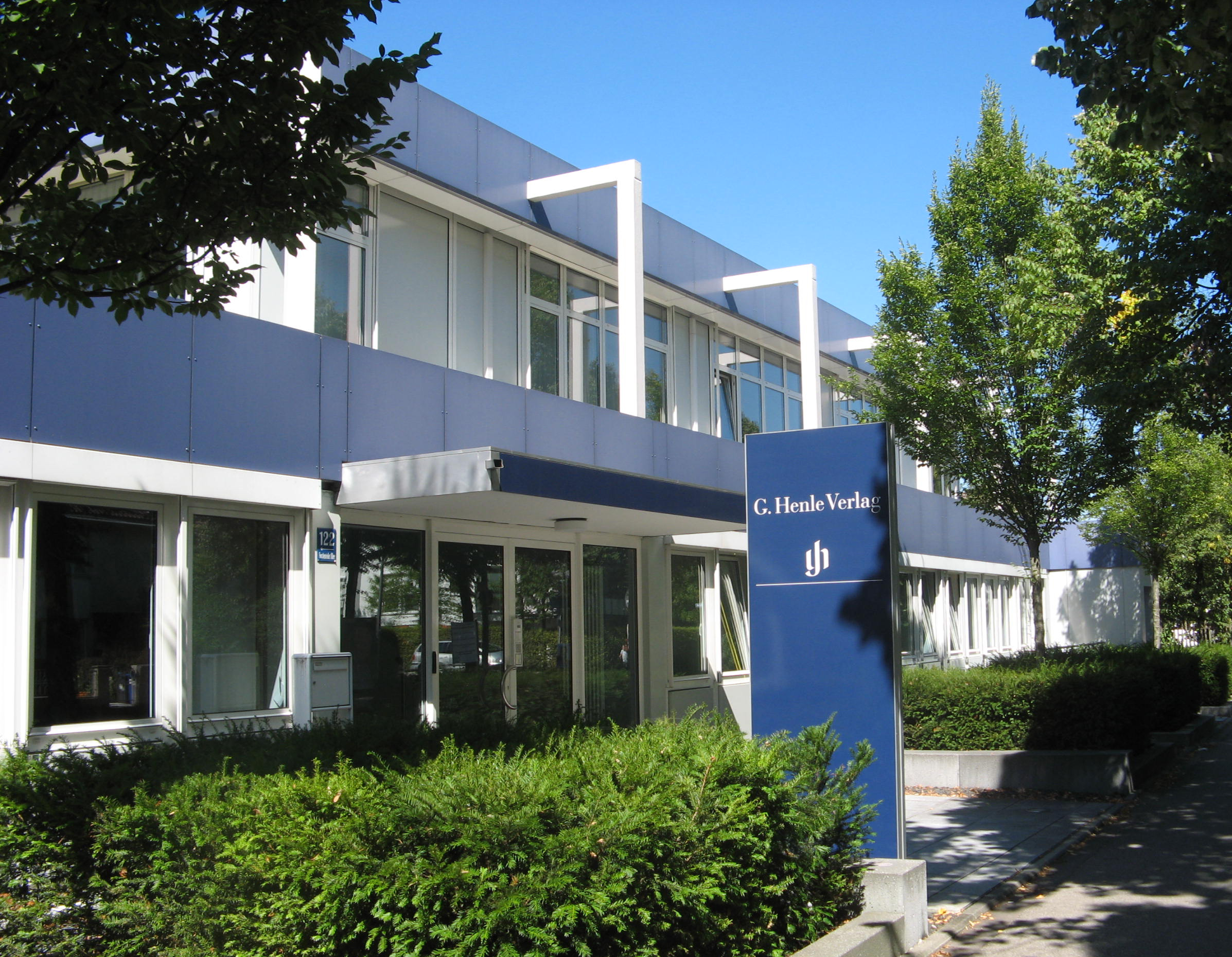
G.亨乐出版社在慕尼黑的佛斯腾希德大街的办公室

### 特殊版本和系列
- 海顿作品全集：科隆约瑟夫·海顿协会编订（1955年，慕尼黑），海顿的学术性全集。该全集共111卷，34个系列。该版本已近完成[1]。

- 贝多芬作品：由Georg Kinsky 编订的按主题分类的贝多芬作品集，并在编订者去世后由Hans Halm完成（1955年，慕尼黑-杜伊斯堡）。版本也因两名编订者而被称为“Kinsky/Halm”版。

- 《国际音乐版本库》(RISM)：国际音乐学协会和国际音乐图书馆协会支持出版。档案和文件中心：B系列（1960年，慕尼黑）RISM出版了一系列1800年之前的围绕国际各种音乐版本的目录。B系列由G.亨乐出版社出版[2]。

- 贝多芬：作品全集，波恩的贝多芬档案馆编订（1986年，慕尼黑）。该版本计划出版56卷，已有一半被出版。

- 《德国音乐遗产》：德国音乐遗产系列之早期浪漫主义音乐部分，音乐历史协会编订（1964年，慕尼黑）。

- 《学习海顿》：科隆约瑟夫·海顿协会编订（1965年）。该杂志每卷出版一至四期。

- 巴伐利亚音乐收藏目录：巴伐利亚国立图书馆编订（1971年，慕尼黑）。

- 布拉姆斯：按主题分类的作品集，由Margit L. McCorkle以及后来的Donald McCorkle合作编订（1984年，慕尼黑）。

- 《贝多芬书信集》：贝多芬书信全集，由波恩的贝多芬故居的Sieghard Brandenburg带领编订（1996–1998年，慕尼黑）。卷1–6 包括1783至 1827年的书信，卷7 为索引，卷8 为文件档案。自1999年起该版本可以CD格式获得。

- 布拉姆斯：新版作品全集，与维也纳音乐之友协会合作编订出版（1996年，慕尼黑）；勃拉姆斯作品全集的历史评注版，由基尔的编辑室领头编订。该版本共65卷，10个系列[3]。

- 舒曼：按主题分类的作品集，由Margit L. McCorkle编订（2003年，慕尼黑）。

- 《同时代人眼里的贝多芬》：Klaus Martin Kopitz、Rainer Cadenbach编订（2009年，慕尼黑）。马科斯·里格作品集：由Susanne Popp代表马科斯·里格协会与Alexander Becker、Christopher Grafschmidt、Jürgen Schaarwächter和Stefanie Steiner合作完成（2011年，慕尼黑）。